# Flora, Oregon

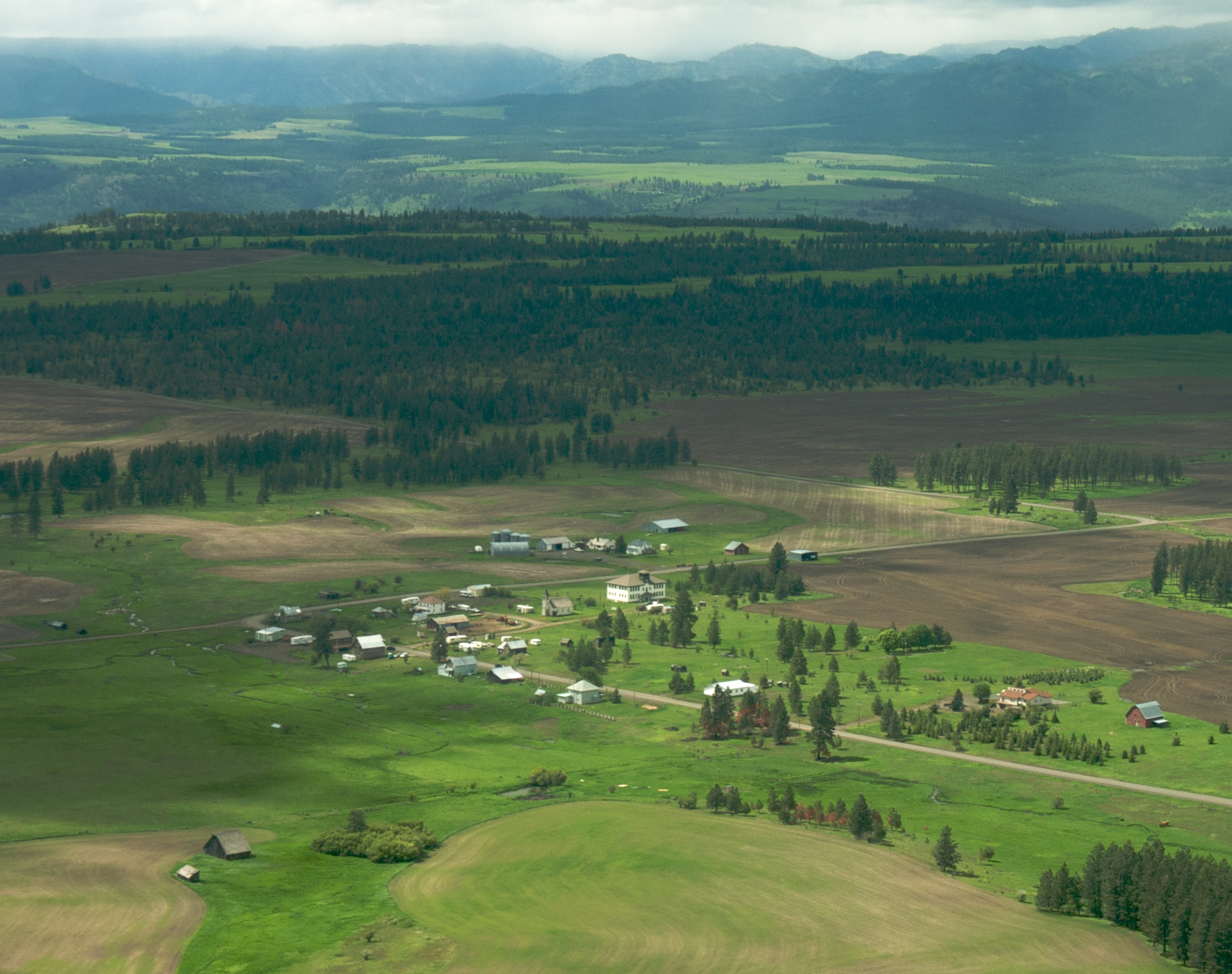
Vedere aeriană a comunităţii Flora, statul (2008)

Flora este o comunitate neîncorporată din comitatul Wallowa, statul  Oregon,  Statele Unite ale Americii. Localitatea se găsește situată la circa 75 de km (sau 36 mile) nord de orașul Enterprise, în apropierea drumului statal Oregon Route 3.  Deși încă locuită, comunitatea este considerată o localitate "fantomă" (ghost town).  Altitudinea este de 1.325 de m (sau de 4350 picioare) deasupra nivelului mării.

## Istoric
Flora a fost înființată la data de 7 aprilie 1897. În 1910, avea o populație de circa 200 de oameni și o școală cu opt săli de clasă, plasată într-o casă obișnuită. Astăzi este considerată localitatea din Oregon-ul de nord-est cu șansele cele mai mari de a deveni extinctă.
Comunitatea a fost numită după fiica primul diriginte al oficiului poștal local, A. D. Buzzard. Oficiul poștal local a funcționat între 1890 și 1966. Clădirea școlii din Flora, construită în 1915, este pe lista naţională a locurilor propuse conservării. Cunoscută actualmente ca Centrul de educație școlară din Flora (Flora School Education Center), clădirea școlii a fost restaurată ca un centru de educație artistică.